# Apiocera caloris
Apiocera caloris is een vliegensoort uit de familie Apioceridae. De wetenschappelijke naam van de soort is voor het eerst geldig gepubliceerd in 1936 door Painter.
De soort komt voor in in Mexico en de Verenigde Staten.